# Ácido ditiônico
O ácido ditiônico, de fórmula H2S2O6, é um ácido do grupo dos ácidos tiônicos. Ele é obtido através da ação do dióxido de manganês no dióxido de enxofre. Ele é muito instável e é encontrado apenas em solução aquosa e seus sais.